# نادي هيرن باي
نادي هيرن باي (بالإنجليزية: .Herne Bay F.C)‏ هو نادٍ لكرة القدم يقع مقره في هيرن باي، كنت، بإنجلترا.